# Itera-Katusha/Saison 2012
Dieser Artikel listet Erfolge und Fahrer des Radsportteams Itera-Katusha in der Saison 2012 auf.

## Erfolge in der UCI Europe Tour
| Datum         | Rennen                                           | Kat. | Sieger                |
| ------------- | ------------------------------------------------ | ---- | --------------------- |
| 18. März      | La Roue Tourangelle                              | 1.2  | Wjatscheslaw Kusnezow |
| 1. April      | Grand Prix de Nogent-sur-Oise                    | 1.2  | Igor Bojew            |
| 5. April      | 2. Etappe Grand Prix of Sochi                    | 2.2  | Sergei Rudaskow       |
| 6. April      | 3. Etappe Grand Prix of Sochi                    | 2.2  | Sergei Rudaskow       |
| 8. April      | 3. Etappe Circuit des Ardennes                   | 2.2  | Mannschaftszeitfahren |
| 12. April     | 2. Etappe Tour du Loir-et-Cher                   | 2.2  | Igor Bojew            |
| 11.–15. April | Gesamtwertung Tour du Loir-et-Cher               | 2.2  | Andrei Solomennikow   |
| 15. April     | Grand Prix of Donetsk                            | 1.2  | Ilnur Sakarin         |
| 19. April     | 2. Etappe Grand Prix of Adygeya                  | 2.2  | Ilnur Sakarin         |
| 21. April     | 4. Etappe Grand Prix of Adygeya                  | 2.2  | Ilnur Sakarin         |
| 18.–22. April | Gesamtwertung Grand Prix of Adygeya              | 2.2  | Ilnur Sakarin         |
| 1. Mai        | Mayor Cup                                        | 1.2  | Igor Bojew            |
| 2. Mai        | Memorial of Oleg Dyachenko                       | 1.2  | Alexander Rybakow     |
| 7. Mai        | 3. Etappe Five Rings of Moscow                   | 2.2  | Igor Bojew            |
| 5.–9. Mai     | Gesamtwertung Five Rings of Moscow               | 2.2  | Igor Bojew            |
| 7. Juni       | 1. Etappe Ronde de l’Oise                        | 2.2  | Wjatscheslaw Kusnezow |
| 21. Juni      | Russische Meisterschaft – Einzelzeitfahren (U23) | CN   | Anton Worobjow        |
| 23. Juni      | Russische Meisterschaft – Straßenrennen (U23)    | CN   | Anton Worobjow        |
| 28. Juli      | 5. Etappe Tour Alsace                            | 2.2  | Ilnur Sakarin         |
| 9. September  | 1a. Etappe Tour of Bulgaria                      | 2.2  | Sergei Pomoschnikow   |
| 15. September | 7. Etappe Tour of Bulgaria                       | 2.2  | Wjatscheslaw Kusnezow |

## Platzierungen in UCI-Ranglisten
| UCI Continental Circuit | Platz |
| ----------------------- | ----- |
| UCI Europe Tour 2012    | 5     |

## Zugänge – Abgänge
| Zugänge             | Team 2011        | Abgänge           | Team 2012       |
| ------------------- | ---------------- | ----------------- | --------------- |
| Dmitri Mokrow       | Itera-Katusha    | Timofei Krizki    | Katusha Team    |
| Maxim Pokidow       | Katusha U23 Team | Alexei Zatewitsch | Katusha Team    |
| Maxim Rasumow       | Moscow (2010)    | Nikita Nowikow    | Vacansoleil-DCM |
| Alexander Rybakow   | Lokomotiv (2009) | Sergei Firsanow   | RusVelo         |
| Igor Bojew          | Neoprofi         | Jewgeni Kowaljow  | RusVelo         |
| Sergei Pomoschnikow | Neoprofi         | Leonid Krasnow    | RusVelo         |
| Ilnur Sakarin       | Neoprofi         | Michail Antonow   | Lokosphinx      |
| Sergei Tschernezki  | Neoprofi         | Dmitri Ignatjew   | Unbekannt       |
|                     |                  | Wiktor Schmalko   | Unbekannt       |

## Mannschaft
| Name                  | Geburtstag          | Nationalität |              |
| --------------------- | ------------------- | ------------ | ------------ |
| Kirill Baranow        | 13. April 1989      | Russland     |              |
| Igor Bojew            | 22. November 1989   | Russland     |              |
| Alexander Foliforow   | 8. März 1992        | Russland     |              |
| Igor Frolow           | 23. Januar 1990     | Russland     |              |
| Dmitri Kossjakow      | 28. Februar 1986    | Russland     |              |
| Pawel Kotschetkow     | 7. März 1986        | Russland     |              |
| Wjatscheslaw Kusnezow | 24. Juni 1989       | Russland     |              |
| Dmitri Mokrow         | 13. Juni 1989       | Russland     |              |
| Maxim Pokidow         | 11. Juli 1989       | Russland     |              |
| Sergei Pomoschnikow   | 17. Juli 1990       | Russland     |              |
| Alexander Prischpetni | 18. Juli 1987       | Russland     |              |
| Maxim Rasumow         | 12. Januar 1990     | Russland     |              |
| Sergei Rudaskow       | 21. Juni 1984       | Russland     |              |
| Alexander Rybakow     | 17. Mai 1988        | Russland     |              |
| Ilnur Sakarin         | 15. September 1989  | Russland     |              |
| Andrei Solomennikow   | 10. Juni 1987       | Russland     |              |
| Sergei Tschernezki    | 9. April 1990       | Russland     |              |
| Anton Worobjow        | 12. Oktober 1990    | Russland     |              |
| Stagiaires            | Stagiaires          | Nationalität | Nationalität |
| Michail Akimow        | Michail Akimow      | Russland     |              |
| Alexander Grigorjew   | Alexander Grigorjew | Russland     |              |